# 般若之面
般若之面（日語：般若の面），又簡稱為般若或般若面，是一種使用於日本能樂的能面造型。

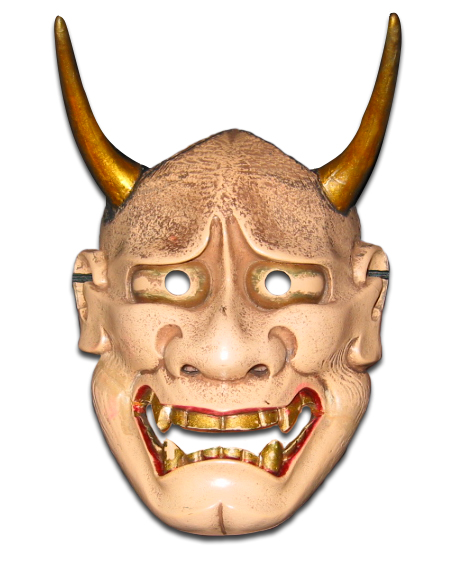
一張般若之面

這種面具外型是一個有角的、嘴巴張得很大且皺眉頭的鬼女，其代表的意思是遭受忌妒與怨恨纏身而墮入魔道的女子。般若虽然看起来比较醜，但是不同的般若也有好看的

## 名稱來源
般若一詞源自佛教的用語，是根據梵語的『प्रज्ञा』音譯而來的，代表著智慧。
相傳這個面具類型的最終完成者，是一位叫做『般若坊』的僧侶，因此這種面具就被稱作般若之面。
另有一說是出自《源氏物語》，書中葵之上受六条御息所的嫉妒所苦，當她被六条御息所的生靈（活人的靈魂）所糾纏時，就是誦讀般若經來驅逐怨靈。般若之面因而得名。
在《葵上》、《道成寺》、《黑塚》等能劇中亦會使用到般若面。
現代日本所言「般若」一般是指「般若之面」，或是「受嫉妒和怨恨纏身的女子」。跟佛教用語中的般若意義並不相同。